# 경산 환성사 방형석조
경산 환성사 방형석조(慶山 環城寺 方形石槽)은 대한민국 경상북도 경산시 하양읍, 환성사에 있는 통일신라의 석조이다. 2012년 5월 14일 경상북도의 유형문화재 제440호로 지정되었다.

## 개요
환성사 대웅전 동편 비탈에 위치한 162×250cm 규모의 장방형의 이 석조는 자연암반을 이용하여 제작하였다. 주변이 땅에 묻혀있어 외곽 형태와 규모는 알 수 없으며, 노출된 외벽의 두께는 약 21cm 전후이다. 내부 깊이는 38cm이며 바닥의 내곽이 상면에 비해 약 10cm가량 줄어들어 벽체는 상부로 갈수록 약간의 경사를 이루고 있다. 바닥의 동남쪽 바닥 모서리에 직경 7cm의 배수구가 뚫려 있고, 그 상단에 물이 가득 찼을 때 밖으로 배출되도록 직경 6cm의 반원형 출수구가 마련되어 있다.
이 석조는 그 형태나 제작방식으로 미루어 환성사의 창건시기인 통일신라시대에 제작된 것으로 추정된다.

## 참고 자료
- 경산 환성사 방형석조 - 국가유산청 국가유산포털